# Teutoni

Bitwy Cymbrów i Teutonów podczas ich najazdu na terytorium Rzymu
Porażka Cymbrów i Teutonów
Zwycięstwo Cymbrów i Teutonów

Teutoni, Teutonowie (łac. Teutones, Teutoni, gr. Τεύτονες) – lud germański lub celtycki zamieszkujący pierwotnie przy dolnym biegu Łaby i na Półwyspie Jutlandzkim na południe od siedzib Cymbrów. Po raz pierwszy wymienieni w źródłach antycznych przez Pyteasza z Massalii. Wraz z Cymbrami i Ambronami pobili wojska rzymskie pod Arausio (Arauzjoną) w Galii w 105 p.n.e. Podczas tej bitwy, dowodzonej ze strony Rzymian przez konsula Gnejusza Maliusza Maksymusa i prokonsula Kwintusa Serwiliusza Cepiona, zginęło ponad 100 000 Rzymian. Była to jedna z największych klęsk wojsk rzymskich w dziejach. Plemiona germańskie nie wykorzystały jednak osłabienia Rzymu i odstąpiły od inwazji na Półwysep Apeniński.
Przy następnej próbie inwazji na Italię zostali rozbici przez Gajusza Mariusza w bitwie pod Aquae Sextiae (dziś Aix-en-Provence) latem 102 p.n.e.
Współcześnie pod pojęciem „teutoni” – raczej ironicznie – rozumie się „(typowych) Niemców”, a przymiotnik „teutoński” bywa używany w znaczeniu „typowo niemiecki". Określenia te mogą też mieć znaczenie żartobliwe, a nawet obraźliwe. 